# Schloss Garatshausen

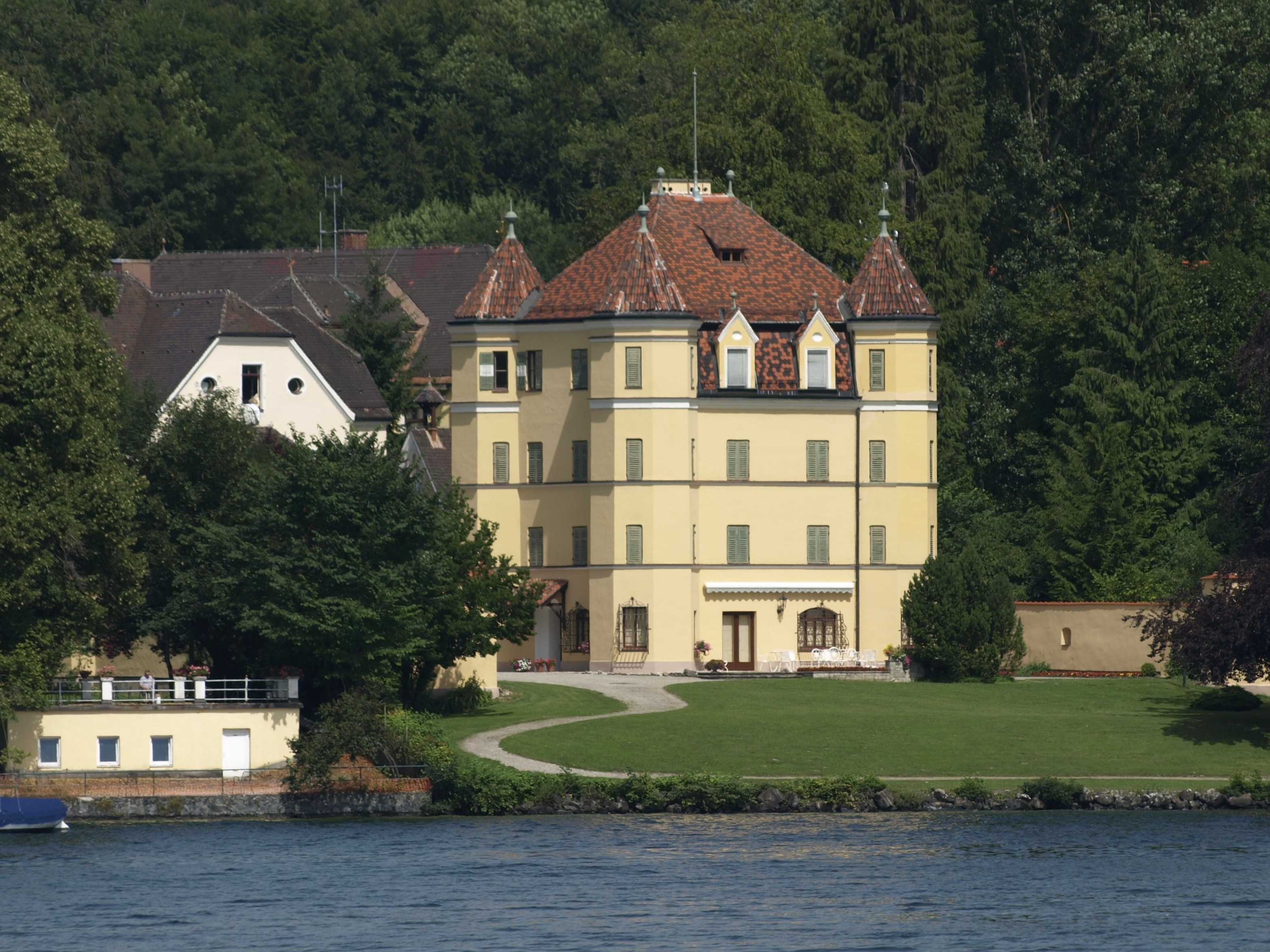
Schloss Garatshausen

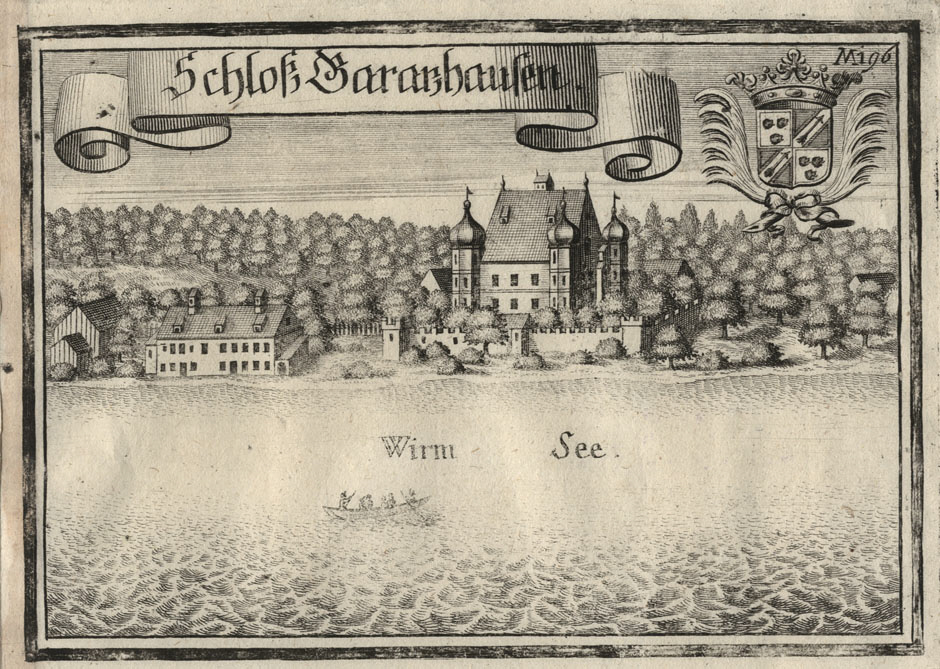
Das Schloss bei Michael Wening

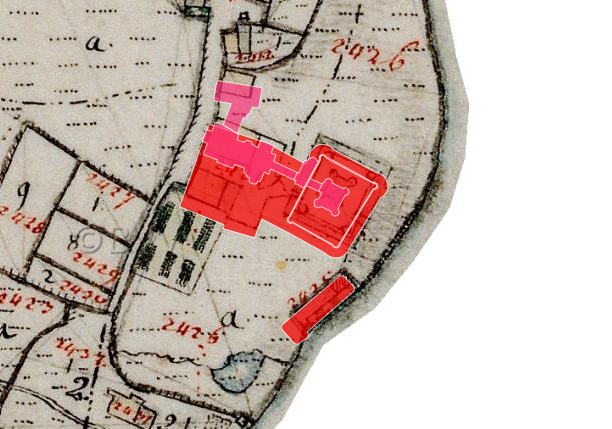
Lageplan von Schloss Garatshausen auf dem Urkataster von Bayern

Das Schloss Garatshausen liegt im Gemeindeteil Garatshausen der Gemeinde Feldafing im Landkreis Starnberg am Westufer des Starnberger Sees in der Franz-Eisele-Straße 1. Die Anlage ist unter der Aktennummer D-1-88-118-42 als denkmalgeschütztes Baudenkmal von Garatshausen verzeichnet. Ebenso wird sie als Bodendenkmal unter der Aktennummer D-1-8033-0181 im Bayernatlas als „untertägige frühneuzeitliche Befunde im Bereich von Schloss Garatshausen mit zugehörigem Wirtschaftshof und abgegangenen Nebengebäuden“ geführt.

## Geschichte

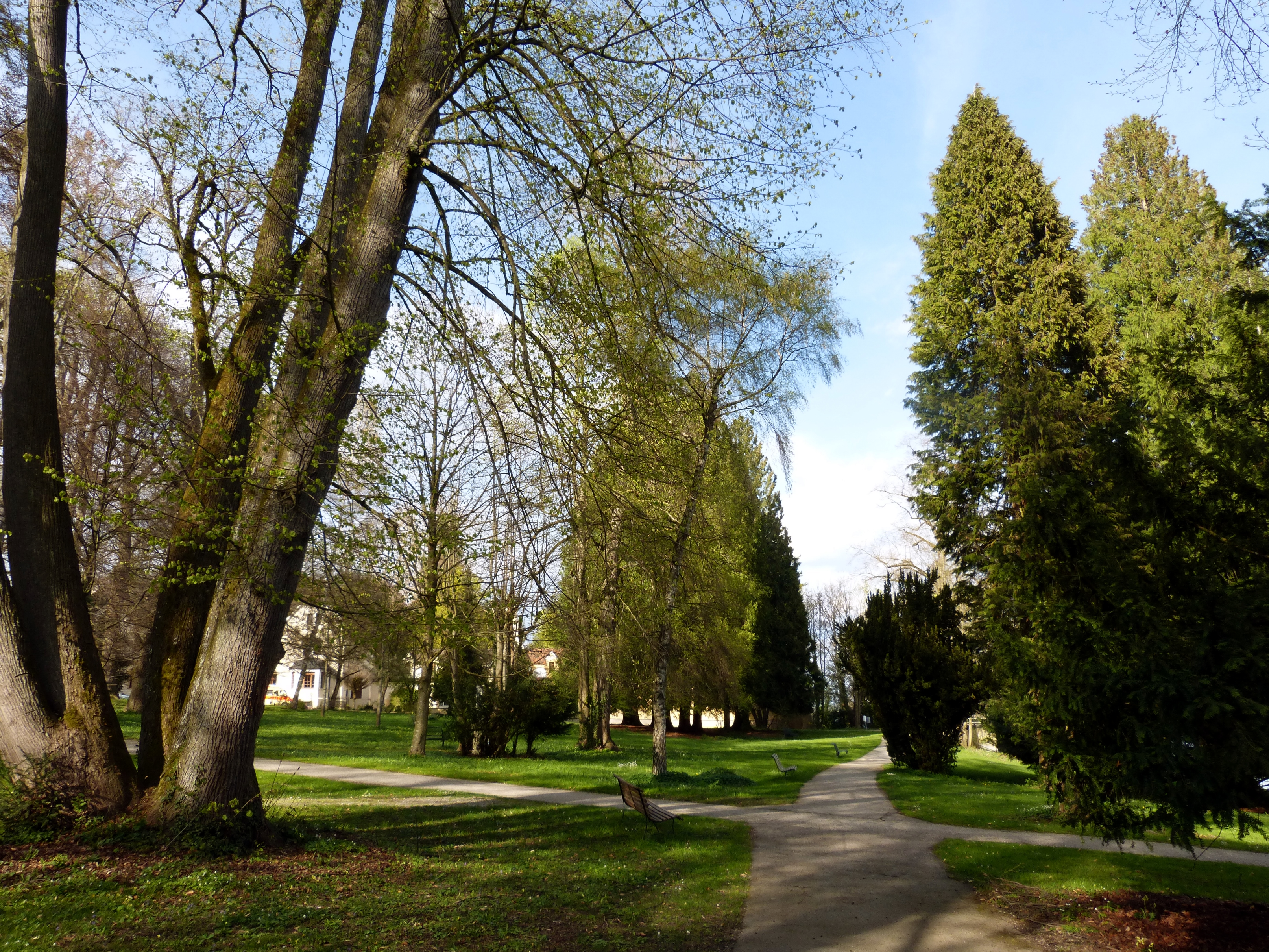
Schlosspark Garatshausen

Der genaue Erbauungszeitpunkt des Alten Schlosses ist ungewiss, eine erste bildliche Darstellung existiert aus dem Jahr 1568. Der Münchner Patrizier Caspar Weiler ließ hier wohl Mitte des 16. Jahrhunderts einen kurzen Satteldachbau, umgeben von einer niedrigen Wehrmauer errichten; die charakteristischen Ecktürme sind erst nach 1699 belegt. Seit 1565 war das Schloss Sitz einer Hofmark. Es kam sodann an die Freiherren von Schrenck und später an die Tutzinger Grafen Vieregg und an die Reichsgrafen La Rosée. Im Dreißigjährigen Krieg wurde das Schloss stark durch schwedische Truppen zerstört. 1834 kam das Schloss in das Eigentum des Hauses Wittelsbach, als es durch Herzog Max in Bayern für 145 000 Gulden erworben wurde.
Das Alte Schloss diente der königlichen Familie von Neapel als Zuflucht (Königin Marie war eine Tochter des als „Zithermaxl“ bekannt gewordenen Herzogs Max Joseph in Bayern). 1869 wurde es an Maria Theresia von Savoyen verkauft, welche die Schlossanlage an König Franz II. von Neapel verschenkte.
Durch die Nähe zu Schloss Possenhofen bewohnte Kaiserin Elisabeth von Österreich bei ihren Besuchen 1868 und 1869 das Schloss mit ihrer Tochter Marie Valerie. Im Jahr 1887 erwarb die Schwester Elisabeths, Fürstin Helene von Thurn und Taxis, Schloss Garatshausen.
Bereits kurz darauf wurde westlich davon das Neue Schloss durch den fürstlichen Baurat Max Schultze erbaut.
Bei dem Schloss liegt ein Schlosspark. Das Alte Schloss selbst ist nicht öffentlich zugänglich, das Neue Schloss dient heute als Krankenhaus und Altersheim des BRK.

## Architektur
Das über einem nahezu quadratischen Grundriss errichtete Alte Schloss bildet einen viergeschossigen Bau. Es weist vier charakteristische Ecktürmchen auf. In den Jahren 1888 und 1889 wurde das Innere des Alten Schlosses durch den fürstlichen Baurat Max Schultze vollständig neu ausgebaut. Dieser stellte das zuvor entfernte Mansardwalmdach wieder her. 
Bei dem großzügig angelegten Neuen Schloss handelt es sich um einen dreiflügeligen Bau mit Loggien im Erdgeschoss. Durch einen Arkadengang ist es über die Schlosskapelle direkt mit dem Alten Schloss verbunden. Der in „klassischen Jugendstilformen“ errichtete Spiegelsaal im Neuen Schloss stammt aus der Zeit um 1900.
Die Schlosskapelle wurde 1759/60 vom Reichsgrafen Basselet von La Rosée errichtet.